# Грумс, Леди
Леджуана «Леди» Грумс (англ. Lejuana "Lady" Grooms; также известная как Леди Хардмон (англ. Lady Hardmon); род. 12 сентября 1970 года, Роли, Северная Каролина, США) — американская профессиональная баскетболистка, которая выступала в женской национальной баскетбольной ассоциации. За три месяца до основного драфта ВНБА 1997 года была распределена в клуб «Юта Старз». Играла в амплуа лёгкого форварда и атакующего защитника. По завершении спортивной карьеры вошла в тренерский штаб родной команды «Сакраменто Монархс». В настоящее время работает главным тренером школьной команды «Грейтер Атланта Кристиан Спартанс».

## Ранние годы
Леджуана родилась 12 сентября 1970 года в городе Роли (штат Северная Каролина), дочь Валери  Хардмон.